# 電車で行こう!
『電車で行こう！』（でんしゃでいこう）は、豊田巧による日本のライトノベル。イラストは裕龍ながれが担当。集英社みらい文庫（集英社）より2011年3月から刊行されている。2021年1月にはF5に主体をおいたスピンアウト作品『スーパーアイドルで行こう！』が刊行されている。2022年9月時点でシリーズ累計部数は80万部を突破している。
2021年9月に第11巻の一部がYoutubeのみらい文庫ちゃんねるよりボイスドラマ化されている。

## あらすじ
電車好きの小学生たちが集まり、とあるチームが結成された。その名は「トレイン・トラベル・チーム」！旅先や電車の中、駅構内で巻き起こる事件にメンバーたちが一致団結！時刻表から路線図までフル活用し、ミッションに挑戦だ！

## 登場人物
声の項はボイスドラマ版の担当声優。

### T3（トレイン・トラベル・チーム）
T3とはトレイン・トラベル・チーム (Train Travel Team) の略で、小学生が鉄道で旅行することを目的にエンドートラベル社長の遠藤さんによって作られた鉄道旅行チームである。第1巻で結成し、メンバーは全員小学5年生。T3という呼び方は第3巻の未来の発言が初出。第35巻にてICカード機能のある会員証が完成した。
高橋 雄太（たかはし ゆうた）
声 - 小池貴大
本作の主人公。T3のリーダーで、高橋家の長男。電車に乗るのがとても好きな乗り鉄の少年。学力はクラスで真ん中程度だが、運動は得意。妹思いなところもある。夢は電車の運転士。
さくらからは告白され、七海からもあからさまに好意を持たれていて、みさきにはよく抱きしめられ、萌には大人になったら結婚しようと言われたりとかなりモテているが、雄太自身はかなりの鈍感。その鈍感さは上田やみずほから「伝家の宝刀」と称されてしまう程で、自分絡みはおろか周囲の恋愛模様にも全く気付かない。作中では、「奇跡は待ってるもんじゃないよ！自分で起こすものだよ！」といった名言も出ている。よく使うICカードはSuicaとPASMO。全国のICカードも集めている。
会員証のシリアルナンバーは001。
最寄り駅はJR横浜線・相模線・京王相模原線の橋本駅。
小笠原 未来（おがさわら みらい）
T3の結成メンバーの1人で名付け親。T3のムードメーカーで、誰とでもすぐ仲良くなる。コミュニケーション力が高く、雄太に代わりほかのメンバーを引っ張る活発な女子。だが、朝早くに起きることが苦手なため、よく遅刻しがちである。
電車の写真を撮ることが好きな撮り鉄であり、ピンクと黄色の派手な色のカメラを常に持ち歩いている。
姉と共に茶道や生け花をする傍ら、サッカークラブに入っていたためその才能を買われ、23巻にてルヒタンシュタイン公国代表のサッカーチームに助っ人加入したところ大活躍。ヨーロッパ留学する事に成り35巻で雄太たちと別れる事になった。このメンバーの中では、唯一萌と旅した事が無い。
会員証のシリアルナンバーは003。
日本にいた頃の最寄り駅はJR東海道本線・相模線の茅ケ崎駅。
的場 大樹（まとば たいき）
声 - 叶弥生
T3結成メンバーの1人。電車の知識なら何でも覚え、時刻表をいつも持参している時刻表鉄で、眼鏡をかけている少年。時刻表の目当てのページを一発で開けるという特技を持っている。
未来と対照的に、いかなる場合でも時間を正確に守ることを信条としており、待ち合わせにも時間ぴったりに到着する。女子には基本さん付け、敬語で会話している。
極度の高所恐怖症であり、ロープウェイなどに乗ると呂律が回らなくなるほど。運動も苦手な模様。
鉄道デザイナーの水戸岡鋭治に憧れており、夢は同じく鉄道デザイナー。
会員証のシリアルナンバーは002。
最寄り駅は横浜市営地下鉄ブルーライン・グリーンラインのセンター南駅。
今野 七海（こんの ななみ）
新横浜駅で雄太・未来・大樹と知り合い、彼らに助けてもらったことがきっかけでT3のメンバーになった少女。髪型は毛先をカールさせたボブカット。祖父がフランス人であるクォーター。父がデザイン会社の社長で、私立学園に通っている。
第1巻でT3のメンバーになってから鉄道に興味を持ち始めたため、鉄道に関する知識はまだ少なかったが、鉄道に関する知識が増えてきており、鉄道初心者という言及も少なくなっている。実際、第26巻にて自宅の近所でもある東急大井町線沿線を案内したり、第36巻にて大樹の代役で雄太をサポートしている。
雄太のことが好きで、さくらと違い明言はなかったが38巻の人物相関図で明確に示された。同じく雄太を好きな森川さくらに対して対抗心を持っているが、さくらとの関係は特に険悪ではなく、二人はむしろ同志のような関係になっている。ただ、雄太がさくらの話をした時には嫉妬して拗ねる事もある。夢は電車のアテンダント。
よく使うICカードはSuica。
会員証のシリアルナンバーは004。
最寄り駅は東急東横線・大井町線の自由が丘駅。
桐ヶ谷 澄空（きりがや すかい）
第38巻より登場、T3に加入したT3の新メンバーの少女。第38巻サブタイトルの「T3に舞い降りた少女」も彼女のことである。
スケボー大会が行われていた新横浜公園で、雄太・大樹・七海と知り合い、信州での鉄道旅を通し、「電車に乗れば、日本中のスケーターと会える」ことを口実に、T3に入会することになった。松本で行われた全国大会では優勝し、雄太たちと別れる際に、澄空の母に大会に出場したことを気付かれないように金メダルを雄太に預けていた。両親は日本人だが、アメリカ生まれのアメリカ育ちで英語をとても上手に話す。鉄道とはほとんど縁のない車社会のアメリカで育ったため、物語の序盤では電車のことはまったく知らなかったが、雄太・大樹・七海の影響でだんだんと鉄道に興味を持つようになった。また、雄太のことは個人的にも「なんだか気になる」と語っている。
最寄り駅はJR山手線・京浜東北線・東海道線・横須賀線・東海道新幹線・京急本線の品川駅。
森川 さくら（もりかわ さくら）
アメリカにハリウッド挑戦のため旅立った、T3の特別メンバー（詳細は後述）。
遠藤 大介（えんどう だいすけ）
新横浜駅の近くにある小さな旅行会社・エンドートラベルの社長で、T3の保護者的存在。雄太は「フライドチキンのCMに出てくるおじさん」だと言っている。
昔は大手旅行会社に務めていたが、ある少年と出会ったことをきっかけに独立し、エンドートラベルを設立してT3を立ち上げた（ただしチーム名をT3としたのは未来である）。T3の引率役ではあるものの、社長という立場上、仕事の都合でストーリーの途中からいなくなる（または最初から同行しない）場合が多く、結果としてT3は雄太達子供だけで行動することが多くなっている。
人並み外れた大食漢（フードファイター）で、駅弁が大好きの駅弁鉄。また、駅そば鉄でもあり、関東駅そば友の会の理事をしている。その為か小太りである。
30巻で佐川さん（後述）に告白し、交際することになった。第35巻で彼女のことを「ナルちゃん」と呼んでいることが明かされた。37巻では雄太達の行き先に便乗して名古屋デートを敢行していた。

### KTT（関西・トレイン・チーム）
KTTとは関西・トレイン・チーム (Kansai Train Team) の略で、T3に触発されて結成された関西のチーム。第4巻で結成。
会費制はないようで、みさきのおとんからの小遣いなどをかき集めて旅に出る。その為頻度は高くなく、よく雄太にその件を愚痴っている。
上田 凛（うえだ りん）
KTT唯一の男子メンバーでリーダー。頭のキャップがトレードマーク。大阪府東大阪市在住。私鉄王国・関西で生まれたのだからと私鉄（特に京阪電鉄）が大好き。
人情に厚いが、かなりのケチであり、少しでも安く旅をすることを心がけている。なお、遠藤が「駅弁鉄の僕の跡を継ぐのは上田君だ」と太鼓判を押す程のフードファイターでもある。
雄太曰く、「大樹とは正反対のタイプ」らしいが、京都での初対面以降、大樹と意気投合する。将来の夢は鉄道整備員。
凛という名前が気に入っておらず今まではみんなに名字で呼ばせていたが、のぞみにだけ名前で呼ぶことを認めた。
38巻の人物相関図曰く、みさきのことが気になっているそう。
岡本 みさき（おかもと みさき）
電車の音を録音するのが好きな録り鉄。大阪・本町の小さな会社「オフィス・オカモト」社長令嬢。上田とは幼馴染で、幼い頃は彼の近所に住んでいたが、現在は神戸在住。
絶対音感の持ち主で、バイオリンを習っているが、上田曰く「ノコギリをギーコギーコしているような音」らしい。ただずっとそんな音ではないようで、最近では発表会があって旅に来れないこともしばしば。将来の夢は駅メロ作曲者。
いつもICレコーダーを持ち歩き、電車の音を録っている。やたらと雄太に抱きつくが、萌に阻止されることが多い。38巻の人物相関図によると雄太のことが「好きかも♡」らしい。
川勝 萌（かわかつ もえ）
声 - 花海杏奈
雄太のいとこ。腰付近までかかる黒髪のロングヘアで、ロリータ・ファッションの服を愛用している。ピアノをずっと習っており、また少し英語を話すことができる。森川さくらが所属するF5（エファ）の大ファン。雄太のことを「ゆうくん」と呼んでいる。
昔は電車に興味はなかったが、KTTに入ったことや雄太の影響でかわいい電車だけ好きになった。また、1日中電車に乗ることは「罰ゲーム」であり、目的地に早く行くことが旅の醍醐味だと力説する。上田に名鉄乗りまくりを提示された際も例に漏れず即刻却下した。大人っぽい大樹に好意を抱いている描写があった一方、雄太にみさきが抱きついたりするのを全力で阻止したり「大人になったら結婚しような」とハート型の南京錠に書いたりなど、最近は雄太派。将来の夢は世界を飛び回るピアニスト。
京都在住。京都が世界の中心と考えている。
雄太曰く、「萌は超がつく『スイーツ大好き少女』」。
前述のとおり、未来とは二回会っただけで、一緒に旅をしたことがない。
みさきのおとん
大阪・本町にある「オフィス・オカモト」の社長。イベント開催の責任者をしている。
取材をお願いした先生に切符の配送することを忘れたり、パスポートをオフィス・オカモトに忘れたりと、かなりのうっかり屋である。みさきと上田のことは信用できないと言っていて、取引先の高橋まほろば鉄道の孫の雄太のことを信用している。

### F5（エファ）
九州を拠点に活動開始した小学生アイドルグループ。当初はさくらとのぞみの二人だけで結成された「F2」で無名のグループだったが、初登場した11巻時点でCM出演等により有名になり始め、いつしか全国的に人気なグループとなった。冠番組は九州ローカルで放映される「F5があっちこっちへ行くばい！」。
森川 さくら（もりかわ さくら）
声 - 今柳りさ
11巻にて初登場。福岡の小学生アイドルグループ「F5（エファ）」に所属する現役アイドル兼女優。博多総合車両所付近在住で、感情が高ぶるとよく博多弁が出る。髪型は基本的に三つ編みを含んだハーフアップだが、ツインテールにしたり(17巻)、ポニーテールにしたり(26巻)、編み込んでアップにまとめたり(27巻)など様々。
寝坊して熊本で行われるイベントに遅刻しそうになった時、博多総合車両所の近くに来ていた雄太に偶然出会い、博多南線を使って助けられた。それ以来、彼らと鉄トモになり、T3に特別メンバーとして加入する。現在は時間ができるとT3のミーティングに顔を出している。雄太に対して恋愛感情を示す描写が多々あり、このことを七海に指摘されたりしているが、華麗にスルーしている。が、本人は七海の対抗心には気づいてる模様。雄太が鈍感であることには気づいているが、何かと雄太と二人きりの時間を作っている。38巻の人物相関図でも反映されており、雄太が好きで七海とは恋のライバルと記載されている。将来の夢はハリウッド女優になること。
16巻では、14巻にて出演した映画がヒットしたことがきっかけで、アメリカのハリウッドから映画に出る誘いを受け迷っていることを雄太に相談、18巻にて雄太の一言でアメリカに行く決意をし、アメリカへ旅立った。またこのときに雄太に好きだと告白した。第25巻にて、行方不明・アメリカで大失敗などといったネットニュースが出回っていたが、ハリウッド映画への出演が決まり、ビザの更新のための一時帰国で再登場し、その後も度々登場する。帰国後もF5の活動で忙しくT3に参加できないことも多々あったが、自分だけ別現場で他のメンバーが雄太と一緒な際にはものすごく悔しがっていた。
第36巻でT3とKTTが出演した番組では中継側からのダブルMCを担当した。
スピンアウト作「スーパーアイドルで行こう！」にも登場。のぞみ曰く、さくらの「思いつき」は、いつも大騒ぎになることばかりとのこと。
T3の会員証のシリアルナンバーは005だが、43巻現在未だ受け取った描写はない。
村上 のぞみ（むらかみ のぞみ）
福岡の小学生アイドルグループ「F5（エファ）」の一人で、一時期家の都合で北九州市に住んだことがあるものの、さくらとは幼馴染である。あだ名はのぞみん。髪は前髪をあけたロングで紫色。さくら曰く、小さいときから引っ込み思案とのこと。読書感想文で金賞を取ったことのあるほどの秀才アイドルで、将来は小説家になりたかった。F5の曲は彼女が作詞している。最初は、さくらをアメリカに行くように決心させた雄太のことを嫌っていたが、彼から「さくらちゃんは僕に言われなくても夢を追いかけていた」と説得され、心を開いた。もともとF5は、さくらのわがままに応え二人で作ったアイドルグループらしく、さくらはのぞみの作詞した歌しか歌わないと決めている。第11巻に挿絵のみで登場。第27巻では雄太、上田と西鉄とハウステンボスを旅した。第36巻では雄太たちが出演する番組のメインMCを担当する。第37巻で雄太たちと名鉄で旅をした際は上田との距離がさらに縮まり、物語の終盤のほうから、上田のことを「凛」と呼ぶようになった。
彼女を主人公とした本作のスピンアウト作品「スーパーアイドルで行こう！」(後述)が2021年に刊行した。
第38巻の相関図によると、雄太に対してさくらをよろしくとのこと。
江藤 みずほ（えとう みずほ）
福岡の小学生アイドルグループ「F5（エファ）」の一人で作曲担当。長崎弁でしゃべっている。髪はショートで水色。いつも首にヘッドホンをかけている。第11巻にのぞみ同様挿絵のみ登場、第34巻にさくらと一緒にテレビに出ながら財宝を探している。第36巻ではスタジオで総合MCを担当した。また、第37巻でも登場。雄太の鈍感さを「雄太の伝家の宝刀」と称している。
スピンアウト作「スーパーアイドルで行こう！」にも登場。本格登場はこちらが先。
緒方 こまち（おがた こまち）
福岡の小学生アイドルグループ「F5（エファ）」の一人で振り付け担当。小柄でツインテールの女子。第11巻でのぞみ・みずほと同様に挿絵のみで登場。第36巻では雄太、七海、みさきと共に全ての種類の新幹線に乗って日本縦断の旅をする。熊本に住んでいる。また、少し気圧された雄太に対して、「夢をつかめるのは、あきらめなかった人だけなんだとこまちは思うよ。だからね、こまちは常に努力し続けるのっ！」という考えを教えている場面もある。また、一人称がF5で唯一本人の名前になっている。
白石 つばさ（しらいし つばさ）
福岡の小学生アイドルグループ「F5（エファ）」の一人でコーディネート担当。第11巻でのぞみ・みずほ・こまちと同様に挿絵のみで登場。但し、今の彼女とは大きく髪型が違った。第36巻では鹿児島中央から上田、萌、39マスクと共に全ての種類の新幹線に乗り、日本縦断の旅をする。
佐川（さがわ）
福岡の小学生アイドルグループ「F5（エファ）」のマネージャー。普段スーツにメガネ姿とやや厳しめな印象だが、メガネをかけていないと美人。11巻にて初登場、遅刻しそうになったさくらを助けてくれた雄太たちへお礼にとSL人吉の旅をプレゼントする。10代の頃にアイドルグループ「フェアリーライト」に所属していた。30巻で、遠藤の告白を受け、交際することになった。33巻ではさくらのCM撮影に同行して少しだけ登場。第35巻での遠藤さんの発言から「ナルちゃん」と呼ばれていることが判明する。

### 高橋家
雄太のお父さん
ゲームデザイナーで旅行好き。電車、戦闘機、戦車などが好きなため、雄太と気が合う。ただ車両の型番など細かいところは覚えようとしない。ゲームが発売される前は会社に泊まりこむこともあるが、ゲームが発売されると長い休みをとり、家にいることが多い。一日中ガレージにいることもある。休日の彼は雄太曰く、「クマに似ている」とのこと。
雄太のお母さん
パン作りが得意で、毎週日曜日にはパンを焼いている。かなりの心配性。赤毛のアンが好き。雄太の妹、公香のことばかり気にするため、雄太は少し嫌な気持ちでいる。未来にお嫁に来てほしいと言ったりもしている。
高橋 公香（たかはし きみか）
雄太の妹。小学三年生。生意気で雄太に対しては減らず口である。
小さい頃は、雄太とよく遊んでいた。雄太曰く、この頃は素直で可愛かったとのこと。電車に夢中になり周りを見ていない雄太と交錯して転び、水溜まりに落ちるなどということが続いたため、車は好きだが、電車が嫌いである。第9巻で虫垂炎にかかる。未来とは気が合う様子で、未来が高橋家に泊まった際には「姉になって欲しい」とまで言ったようだ。
雄太と萌（と公香）のおじいちゃん
奈良県在住。家中に「高橋まほろば鉄道」という名前で鉄道模型を走らせており、電話がかかってきた際などは「高橋まほろば鉄道」と名乗っている。これに対して雄太は｢その名前で出るの!?｣と心中で突っ込みを入れている。また、販売されていない車両を自分で作っていたら、鉄道模型を作る達人になった。大樹が読んでいた雑誌にも掲載されており、鉄道模型界ではそれなりに名が知れている模様。
里美（さとみ）
24歳。福岡に住んでいる。第12巻で福岡の人と結婚する。萌の母、雄太の父の妹で雄太と公香の叔母にあたるが、雄太曰くおばさんと言うとぶっ飛ばされるので、彼女の前ではお姉ちゃんと呼んでいるらしい。
第27巻で雄太たちを九州に遊びに来ないかと誘う。雄太と上田はこの時に彼女の家に泊まったらしい。
元々は関西人だが、第27巻では九州弁になっており、しっかり九州に染まっていた。

### ルヒタンシュタイン公国
ヨーロッパにある架空の小国。雄太・大樹とレオンの交流をきっかけに繋がりが出来、その後も度々物語に登場する。
現在は小笠原一家が住んでいる。
モデルはリヒテンシュタイン公国。
レオン
ルヒタンシュタイン公国の公子。本名「レオンハルト・フォン・ヒルデスハイム」。
16巻で初登場。自分がスパイであると偽って公務をさぼり雄太たちとともに北陸を楽しむ。また、第19巻では、雄太達とともに北海道新幹線で函館へ行く。
第23巻では、小田急ロマンスカーで熱海方面へ雄太達と共に行く。終盤に雄太にビックサプライズを仕掛ける。
第30巻にも終盤に登場。いきなり稚内に来るという荒技をやってのけた。
第35巻では序盤と終盤に登場。T3の思いを受けつぎ、ルヒタンシュタインに旅立つ未来を全力でバックアップすると雄太に約束する。
人物相関図の記載によれば未来を(先祖のこともあり)運命の人と捉えているそう。
ブルクハルト
ルヒタンシュタイン公国の執事長。
16巻にて初登場。公務をサボり北陸に逃げたレオンを追う。また、第19巻では、雄太とレオンとともに北海道新幹線で函館へ行く。
第23巻でもレオンの付き添いで同行した。雄太曰く、「忍者みたい」。その通り神出鬼没である。
アンネローゼ
未来がレオンに助っ人として呼ばれたフットサルチームのエース。試合で足を捻挫してしまい、試合を決めるペナルティキックを未来に託す。
テレーゼ・ノイマン
ルヒタンシュタイン公国の執事で、執事長ブルクハルトの部下にあたる。小笠原家の担当になる予定。スイーツモンスターらしい。

### 主要なゲスト
中村 翼（なかむら つばさ）
京浜東北線の車両トラブルで、5巻にて雄太たちとともに北斗星に乗り遅れた小学4年生。
父と引き合わせてくれた雄太を「師匠」と尊敬していて、いつかはT3に入りたいと思っている。
第17巻では、後述のひろみと共に明治神宮へ初詣に来た際に雄太達とばったり再会、その後とある救援要請の連絡をする。
第32巻では、「よしかわみなみ」の所へ行くと言い、ひろみの誘いを断り、ひろみや雄太達に尾行されているとは知らずに1人で向かった。
ひろみのことはかわいいと感じているそう。
スピンアウト作では彼が主人公であり、T3と出会った後鉄道趣味を始めた事が語られている。今のところ駅鉄。
最寄り駅はJR山手・京浜東北・中央・総武緩行線及びつくばエクスプレス、日比谷線の秋葉原駅。
長谷川 遥（はせがわ はるか）
10巻にて初登場。祖父とともに食べた、江ノ電沿線にある思い出のコロッケを探す女子高生。T3とともに江ノ電を乗りつぶした。第16巻では鉄道雑誌のレポートに当選し雄太らと北陸へ。
第23巻では直接の登場はないが、1週間後の文化祭の出し物(北陸新幹線関連)をまだ何もしておらず大樹に協力を要請した事が大樹の口から語られている。これにより大樹はこの回の旅行に不参加。
小倉 ひろみ（おぐら ひろみ）
17巻にて、翼と一緒に明治神宮に初詣に来ていた小学4年生。あゆみにお守りを届けようとするが間に合わず、雄太のとっさの行動により西日暮里駅のホームであゆみを見送る。
第32巻で再び登場。翼の「浮気調査」をT3に依頼、翼を尾行する。本人は否定しているが、この頃には翼に好意を持っている様子。
スピンアウト作にも登場、翼と共に様々なところへ遊びに行き親睦を深める。
旧最寄り駅は有楽町線・ゆりかもめの豊洲駅。　　　　　　　　　　　　　
現在の最寄駅は、上越線の石打駅。
沢井あゆみ（さわい・あゆみ）
新幹線Maxとき325号（スピンアウトでは329号）に乗っていたひろみの友達。新潟に引っ越した。翼やひろみと同じく小学4年生。
スピンアウト作にも登場、翼との対面や新潟に行く前後が描かれている。

### その他ゲスト
七海のおばあちゃん（ミチコ・デュボア）
フランスに住んでいて、ときどき日本に来る。第1巻、第26巻においてゲストとして登場。26巻ではT3メンバー達にとあるおつかいを頼んだ。旧姓安井美智子。
七海のお父さん
3巻で初登場。デザイン会社の社長。娘の七海に甘いが、自分の会社を七海に継がせたいため、七海が鉄道アテンダントになりたがっていることを悲しんでいる。かなりの金持ちで、軽井沢に別荘を持っている。修善寺の高級旅館「高山旅館」の旦那と大学の友人。
小宮のおじいさん
寝台特急の北斗星とカシオペアのチケットを雄太たちにプレゼントした（3巻）。
福井先生
オフィス・オカモトが取材をお願いした先生で、浜大津駅（現在のびわ湖浜大津駅）前にある理髪店で散髪をしていた。また、雄太たちと京阪山科駅前のだんご屋さんで一人で寂しい旅館に泊まっていた時の話をする（4巻）。
翼のお父さん
5巻で登場。函館から雄太たちと同じ北斗星に乗り込む。
雄太曰く「翼君をそのまま大きくした感じ」とのこと。
村山さん
名古屋のリニア・鉄道館で雄太たちが挑戦した『名古屋トレインラリ―』の主催者（6巻）。元国鉄OB。
秋山さん
7巻で登場。大樹に鉄道の楽しさを教えた人物。新山口駅の駅長を務めた。定年の春、オーストラリアに移住する。
大樹のお父さん
警視庁勤務の現役警察官。仕事一筋で旅行はほとんどしない。山口署長時代、新山口駅で泥棒を捕まえたことがある（7巻）。
結衣ちゃんのおばあちゃん
8巻で登場。新潟県石打に住んでいる孫の結衣と上野動物園のパンダを見に行くことになったが結衣が乗っている新幹線が分からずに大宮駅で困っていたところ雄太に救われる。
結衣ちゃん
8巻で登場。新潟県石打に住んでいて、おばあちゃんと上野動物園のパンダを見に行く。好奇心が強く、未来もたじたじに。
未来のお父さん
9巻で初登場。プロの鉄道カメラマンで外国にも行っている。T3の東北旅行に付き添う。未来のことは「ミーくん」と言っている。
その後の直接登場はないが、未来のサッカー留学に合わせ家族ぐるみでルヒタンシュタインに移住したことが語られている。
吉川 真理（よしかわ まり）
9巻で登場。仙台の会社で働いている。妹が青森県内の病院に緊急入院したため、青森方面に向かう東北新幹線のはやぶさ7号　新青森行ではなく、慌てて秋田新幹線のスーパーこまち7号　秋田行に乗り込み、困っているところにT3の未来が遭遇し、知恵を絞り助けた。
七海と連絡先を交換していたようで、届いたメールによれば妹の手術は成功したようだ。
西川さん（飲料メーカーのサラリーマン）
10巻で初登場。財布を忘れ、ゆるキャラ「み〜くん」がデザインされている新製品「200%オレンジジュース」の打ち合わせに間に合いそうになかったため、上田が「スルッとKANSAI 2day」をあげると新製品「200%オレンジジュース」のサンプルを箱ごとプレゼントする。第33巻では雄太とKTTを「200％オレンジジュース」の新CMの撮影に招待する。
さくらのおじいちゃんとおばあちゃん
肥薩線沿線に住んでいる。11巻で登場し、SL人吉の車窓から見えるよう横断幕でさくらを応援する。
須藤（すどう）
12巻で登場。ゆふいんの森で雄太たちの斜め後ろの席に座っていた飲料メーカー（後に社名が「ペッカン」と判明）の社長。第10巻で登場した飲料メーカーのサラリーマンがくれた「200%オレンジジュース」を須藤さんからもらい雄太と萌が驚く。トイレで倒れ心肺停止になっていたが雄太たちの活躍により一命を取り留めた。
久保 さおり（くぼ）
12巻で登場。ゆふいんの森のアテンダントさん。アテンダントが夢の七海に話を聞かせる。須藤さんの話を雄太達から聞き、救命に尽力した。
着物のおじさん(山伏)
13巻で登場。雄太が小学3年生の時に京王線で出会った男性。雄太たちが乗った電車のルートが最短のはずが、乗り換え駅でそのまま乗っていたおじさんが先回りして到着駅にいたため雄太が驚く。雄太の妹公香はサンタクロース、F5（エファ）の森川さくらは仙人、T3の小笠原未来は天狗、T3の今野七海は宇宙人ではないかとそれぞれ仮説を立てる。2年後、同じ時刻の電車の同じ席に座っていた。
新川 穂（あらかわ ほのか）
15巻で登場。修善寺温泉にある高級旅館「高山旅館」の跡取り娘。女の子版大樹と言われたほどの丁寧な言葉遣いで、背が高いが小学5年生。なお、彼女の父は七海の父と大学時代の友人。親戚のお姉ちゃん（従姉辺りと思われる）が大好きで、その結婚式に合わせて駿豆線のハートの吊り革を探していたところ雄太達に遭遇し、共に吊り革を探す。翌日、「龍宮城」にあると言うハートに興味を示し、再び雄太達と捜索に出る。
田口 文緒（たぐち ふみお）
20巻で登場。小学5年生の女の子。未来が小学2年生の時真岡鐵道で出会う。そして3年後同じ真岡鐵道で再び出会う。
写真の彼女は男の子にしか見えなかったので雄太達3人は仕方ないが、未来も文緒が女の子だという事を覚えていなかった。
祥子おばさん（しょうこ）
未来のお父さんのお姉さん、つまり未来のおばさん。高松琴平電気鉄道琴平線片原町駅が最寄り駅。
未来の父や後述の美代おばさんと共に宝探しをした過去を語った。
美代おばさん（みよ）
同じく未来のおばさん。前述の祥子おばさんよりは年下らしい。未来の父との年齢関係は不明。高知県在住。
雄太達に未来のひいおばあちゃんがよく歌っていたという歌を聞かせる。後にこれは大きなヒントとなる。
未来のおじいちゃん
未来たちが小笠原家に伝わる宝を見つけた際、お墓に備えておいでと言った人物。
みさきのおばあちゃん
みさきの父方の祖母、つまりみさきのおとんの母。福井に住んでいる。前に食べたとある思い出の駅弁探しを雄太たちに依頼する。
河合 航（かわい こう）
雄太達が上野公園で出会った歴史好きの男の子。T3に会津若松へ共に行ってもらうように依頼した。
中川 美穂（なかがわ みほ）
エンドートラベルの社員。秋田のツアーのガイドとして阿仁合車両基地をツアー客とT3に案内する。鷹巣駅でT3を引率する遠藤さんからツアーの引率を改めて任される。
鈴波 陽菜（すずなみ ひな）
ラ・マルしまなみの車内で出会った小学5年生の女の子。一人称は「僕」。自転車と故郷の尾道をこよなく愛す。尾道駅近く（自転車屋）に住む。雄太達に尾道や呉を案内する。
長谷部 直美（はせべ なおみ）
34巻で初登場。福岡テレビのディレクター。今回雄太やさくら達が出演する番組の責任者。佐川マネージャーとは高校の同級生らしい。テレビでは長谷部Dというおばあちゃんキャラを演じている。第34巻での番組は開始以来の最高視聴率を叩き出し、社長賞を受賞している。
39マスク
真っ黒な服で身を包み、特急『36ぷらす3』の仮面をつけた謎の少年。つばさチームで猛威を振るう。鉄道知識が豊富で、対戦相手の雄太にも危機感を覚えさせていた。一方、ロッタリータイムで上田がとんでもない指令を引いた時には完全にキャラ崩壊した。
澄空の母
ショッピングサイトを運営するIT会社のCEO。半年前までアメリカにいたようで、そこで澄空の父と出会い結婚、澄空を授かった。
大きなサングラスをつけている。澄空曰く、家に帰るのが遅くなるとこっぴどく叱るらしい。物語の終盤では、澄空の意志を尊重すべく、澄空がT3に入会することを勧めた。通称「マム」。澄空曰く、「私はマム似だからね！」とのこと。　

## 既刊一覧
特記のない限り著者は豊田巧、イラストは裕龍ながれ、出版社〈レーベル〉は集英社〈集英社みらい文庫〉

### 本編
|    | タイトル                                                                 | 発売日         | ISBN              |
| -- | ------------------------------------------------------------------------ | -------------- | ----------------- |
| 1  | 電車で行こう！ 新幹線を追いかけろ                                        | 2011年3月1日   | 978-4-08-321006-8 |
| 2  | 電車で行こう！ 60円で関東一周                                            | 2011年7月5日   | 978-4-08-321030-3 |
| 3  | 電車で行こう！ 逆転の箱根トレイン・ルート                                | 2011年11月4日  | 978-4-08-321053-2 |
| 4  | 電車で行こう！ 大阪・京都・奈良ダンガンツアー                            | 2012年3月5日   | 978-4-08-321077-8 |
| 5  | 電車で行こう！ 北斗星に願いを                                            | 2012年7月5日   | 978-4-08-321101-0 |
| 6  | 電車で行こう！ 超難解!? 名古屋トレインラリー                             | 2012年12月5日  | 978-4-08-321127-0 |
| 7  | 電車で行こう！ 青春18きっぷ・1000キロの旅                                | 2013年4月5日   | 978-4-08-321147-8 |
| 8  | 電車で行こう！ 走る！ 湾岸捜査大作戦                                     | 2013年7月5日   | 978-4-08-321159-1 |
| 9  | 電車で行こう！ 夢の「スーパーこまち」と雪の寝台特急                      | 2013年12月5日  | 978-4-08-321184-3 |
| 10 | 電車で行こう！ 特急ラピートで海をわたれ!!                                | 2014年4月4日   | 978-4-08-321204-8 |
| 11 | 電車で行こう！ GO! GO! 九州新幹線!!                                      | 2014年7月4日   | 978-4-08-321219-2 |
| 12 | 電車で行こう！ 乗客が消えた!? 南国トレイン・ミステリー                   | 2014年8月5日   | 978-4-08-321224-6 |
| 13 | 電車で行こう！ ショートトリップ＆トリック！京王線で行く高尾山!!          | 2014年12月5日  | 978-4-08-321241-3 |
| 14 | 電車で行こう！ サンライズ出雲と、夢の一畑電車！                          | 2015年3月5日   | 978-4-08-321254-3 |
| 15 | 電車で行こう！ ハートのつり革を探せ！ 駿豆線とリゾート21で伊豆大探検!!   | 2015年7月3日   | 978-4-08-321270-3 |
| 16 | 電車で行こう！ 北陸新幹線とアルペンルートで、極秘の大脱出！              | 2015年9月4日   | 978-4-08-321285-7 |
| 17 | 電車で行こう！ 山手線で東京・鉄道スポット探検！                          | 2016年1月5日   | 978-4-08-321300-7 |
| 18 | 電車で行こう！ 川崎の秘境駅と、京急線で桜前線を追え！                    | 2016年3月4日   | 978-4-08-321306-9 |
| 19 | 電車で行こう！ 北海道新幹線と函館本線の謎。時間を超えたミステリー！      | 2016年7月22日  | 978-4-08-321328-1 |
| 20 | 電車で行こう！ 約束の列車を探せ！真岡鐵道とひみつのSL                    | 2016年8月26日  | 978-4-08-321334-2 |
| 21 | 電車で行こう！ 絶景列車・伊予灘ものがたりと、四国一周の旅                | 2016年10月28日 | 978-4-08-321341-0 |
| 22 | 電車で行こう！ 黒い新幹線に乗って、行先不明のミステリーツアーへ          | 2017年4月28日  | 978-4-08-321369-4 |
| 23 | 電車で行こう！ 小田急ロマンスカーと、迫る高速鉄道！                      | 2017年8月18日  | 978-4-08-321389-2 |
| 24 | 電車で行こう！ 80円で関西一周!! 駅弁食いだおれ463.9km!!                  | 2018年2月23日  | 978-4-08-321419-6 |
| 25 | 電車で行こう！ 東武特急リバティで行く、さくら舞う歴史旅！                | 2018年5月24日  | 978-4-08-321419-6 |
| 26 | 電車で行こう！ 目指せ！東急全線、一日乗りつぶし！                        | 2018年10月26日 | 978-4-08-321462-2 |
| 27 | 電車で行こう！ 運気上昇！？ 西鉄と特急で行く水路の街                     | 2019年2月22日  | 978-4-08-321484-4 |
| 28 | 電車で行こう！ 奇跡を起こせ!? 秋田新幹線こまちと幻のブルートレイン       | 2019年6月28日  | 978-4-08-321506-3 |
| 29 | 電車で行こう！ 西武鉄道コネクション！ 52席の至福を追え!!                 | 2020年1月24日  | 978-4-08-321555-1 |
| 30 | 電車で行こう！ 特急宗谷で、目指せ最果ての駅！                            | 2020年3月19日  | 978-4-08-321568-1 |
| 31 | 電車で行こう！ 鉄道&船！？ひかりレールスターと瀬戸内海スペシャルツアー!! | 2020年8月7日   | 978-4-08-321597-1 |
| 32 | 電車で行こう！ 追跡！ スカイライナーと秘密の鉄道スポット                 | 2020年12月18日 | 978-4-08-321622-0 |
| 33 | 電車で行こう！ 近鉄特急乗りまくり！しまかぜ&ひのとりで豪華列車旅         | 2021年3月19日  | 978-4-08-321637-4 |
| 34 | 電車で行こう！ 財宝が眠る！？日本最南端の駅へ向かえ！                    | 2021年7月16日  | 978-4-08-321662-6 |
| 35 | 電車で行こう！ 遠くはるかな旅立ち！シベリア鉄道と8.6光年の約束           | 2021年9月17日  | 978-4-08-321677-0 |
| 36 | 電車で行こう！ 対決！ 日本列島大縦断!! 全新幹線を乗り継げ                | 2021年12月17日 | 978-4-08-321695-4 |
| 37 | 電車で行こう！ フリーきっぷで乗りたおせ！名鉄ナゾ駅ツアー                | 2022年4月22日  | 978-4-08-321719-7 |
| 38 | 電車で行こう! 特急あずさと秘密のミッション！ T3に舞い降りた少女          | 2022年9月16日  | 978-4-08-321744-9 |

### スペシャル版
| タイトル                                             | 発売日        | ISBN              |
| ---------------------------------------------------- | ------------- | ----------------- |
| 電車検定 電車で行こう！ スペシャル版!!               | 2015年8月5日  | 978-4-08-321278-9 |
| スーパースタンプノート 電車で行こう！ スペシャル版!! | 2016年6月24日 | 978-4-08-321324-3 |
| 新幹線検定 電車で行こう！スペシャル版!!              | 2017年7月21日 | 978-4-08-321385-4 |
| 鉄道会社で行こう！ 電車で行こう！スペシャル版!!      | 2019年3月22日 | 978-4-08-321497-4 |

### スピンアウト作
| タイトル                                                             | 発売日        | ISBN              |
| -------------------------------------------------------------------- | ------------- | ----------------- |
| 電車で行こう！スペシャル版!!つばさ事件簿 ～120円で新幹線に乗れる!?～ | 2017年1月27日 | 978-4-08-321354-0 |

| タイトル                                                    | 発売日        | ISBN              |
| ----------------------------------------------------------- | ------------- | ----------------- |
| スーパーアイドルで行こう！ 駆けあがれ！ファーストステージ！ | 2021年1月22日 | 978-4-08-321624-4 |